# Fritz Pregl
Fritz (Friderik) Pregl (Liubliana, 3 de septiembre de 1869-Graz, 13 de diciembre de 1930) fue un químico austriaco de origen esloveno, Premio Nobel de Química en 1923.

## Biografía
Nació el 3 de septiembre de 1869 en la ciudad de Liubliana, en aquellos momentos parte del Imperio austrohúngaro (hoy día capital de Eslovenia). Estudió química e histología en la Universidad de Graz, y posteriormente fue nombrado profesor auxiliar de química en la misma universidad. En 1910 fue nombrado profesor titular en la Universidad de Innsbruck, pero en 1913 retornó a Graz para convertirse en director del Instituto de Química Médica.

## Investigaciones científicas
Inició sus investigaciones en la constitución química de los ácidos biliares de los animales y del hombre. Para ello tuvo que idear y desarrollar métodos de microanálisis cuantitativo de substancias orgánicas que le valieron la concesión del Premio Nobel de Química del año 1923 y que sirvieron para mejorar la técnica del tren de combustión para el análisis elemental.